# Amblymora rufula
Amblymora rufula là một loài bọ cánh cứng trong họ Cerambycidae.